# Scheibe Bergfalke IV
Der Scheibe Bergfalke IV ist ein Segelflugzeug-Doppelsitzer in Gemischtbauweise für Schulungs- und Leistungsflug des Herstellers Scheibe-Flugzeugbau in Dachau.

## Geschichte
Der Bergfalke IV stellte die letzte Entwicklungsstufe der Bergfalken-Reihe dar, bei dem auf eine verbesserte Leistung im Schnellflug Wert gelegt wurde.

## Konstruktion
Der Rumpf besteht aus einem in Fachwerkbauweise geschweißten Stahlrohrgerüst. Die Sitze liegen auf gleicher Bauhöhe hintereinander und sind mit einer großen einteilig geblasenen, seitlich klappbaren Haube versehen, die auch beim Motorsegler Scheibe SF 28 verwendet wird. Die Rumpfnase ist mit GFK verkleidet und etwas spitzer als bei den Vorgängern. Das Rumpfhinterteil ist oben mit einer halbkreisförmigen GFK-Verkleidung versehen. Als Fahrwerk dient ein starres ungefedertes Zentralrad. Eine Kufe ist nicht mehr vorhanden.
Der Tragflächenaufbau ist einholmig gestaltet und montagefreundlich geteilt. Das Profil ist ein modifiziertes Wortmann-Laminarprofil. Im Gegensatz zu den Vorläufermodellen ist der Flügel ungepfeilt und als Doppeltrapez ausgelegt. Die Spannweite wurde im Gegensatz zum Bergfalken III etwas vergrößert. Als Landehilfen dienen beidseitig ausfahrende Schempp-Hirth-Bremsklappen. Das Leitwerk ist  wie bei den Vorläufermodellen als freitragender Holzaufbau gestaltet. Die Flossen sind mit Sperrholz und die Ruder mit Stoff beplankt. Das Seitenruder ist fest am Rumpf befestigt; das Höhenleitwerk wird von oben auf den Rumpf aufgesetzt.

## Technische Daten

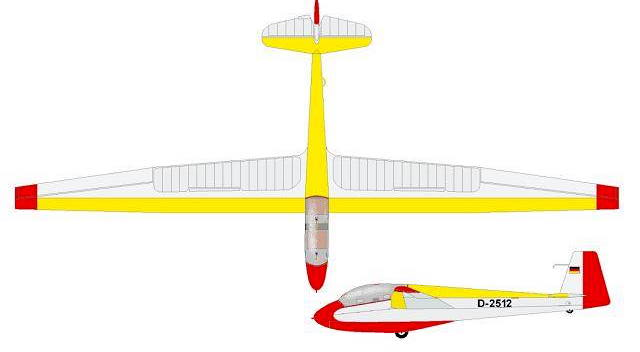
Zweiseitenansicht der D-2512 mit deutschem Kennzeichen, zuvor von den schwedischen Luftstreitkräften genutzt

| Kenngröße              | Daten              |
| ---------------------- | ------------------ |
| Besatzung              | 1+1                |
| Länge                  | 8 m                |
| Spannweite             | 17,20 m            |
| Flügelfläche           | m²                 |
| Flügelstreckung        |                    |
| Gleitzahl              | 32 bei ca. 95 km/h |
| Geringstes Sinken      |                    |
| Leermasse              | 310 kg             |
| max. Zuladung          | 210 kg             |
| max. Startmasse        | 520 kg             |
| max. Flächenbelastung  | kg/m²              |
| Mindestgeschwindigkeit | ~70 km/h           |
| Höchstgeschwindigkeit  | 200 km/h           |